# Sint-Jacobuskathedraal (Šibenik)
De St. Jacobuskathedraal is een kathedraal in de Kroatische stad Šibenik. In 1431 is er begonnen met de bouw van de kathedraal, die opgebouwd is als een basiliek met drie schepen, een apsis en een koepel op de kruising. Ruim honderd jaar later, in 1535, was de kathedraal voltooid en 2 jaar later werd deze ingewijd. De kathedraal is vernoemd naar Jakobus de Meerdere en werd in 1895 verheven tot kathedraal door paus Leo XIII.
De St. Jacobuskathedraal staat sinds 2000 op de werelderfgoedlijst van de UNESCO.

## Galerij

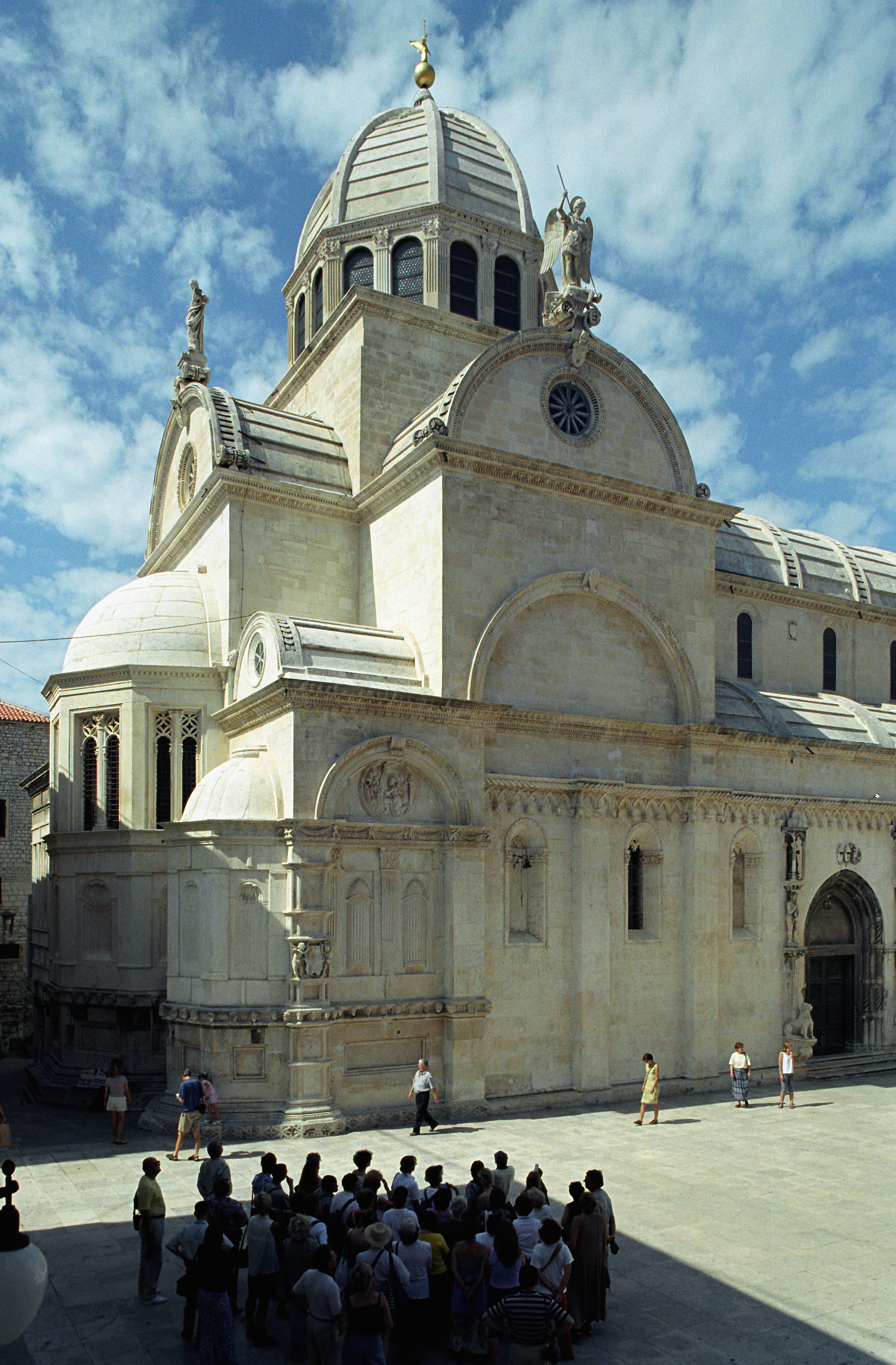
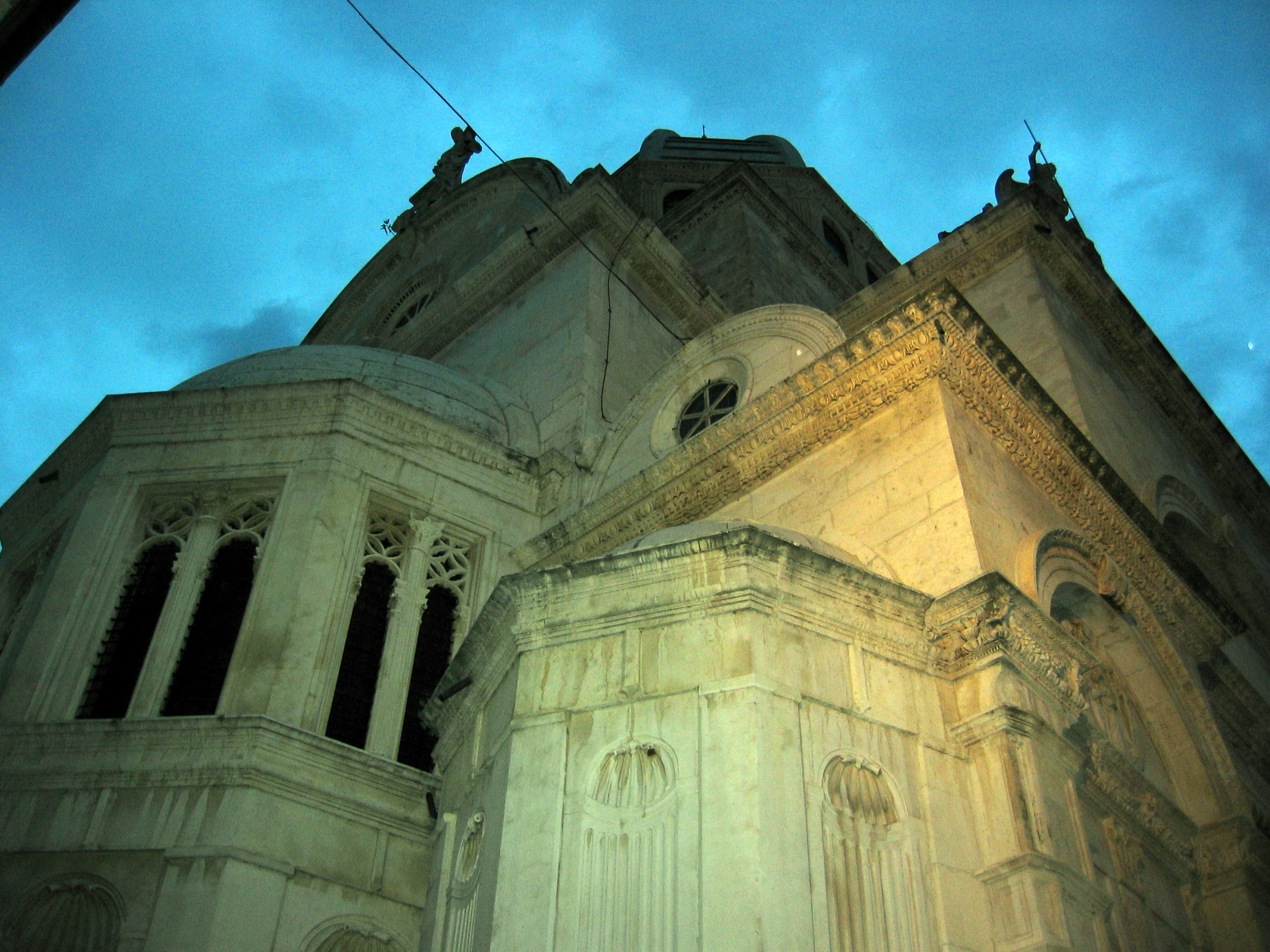
Noordportaal
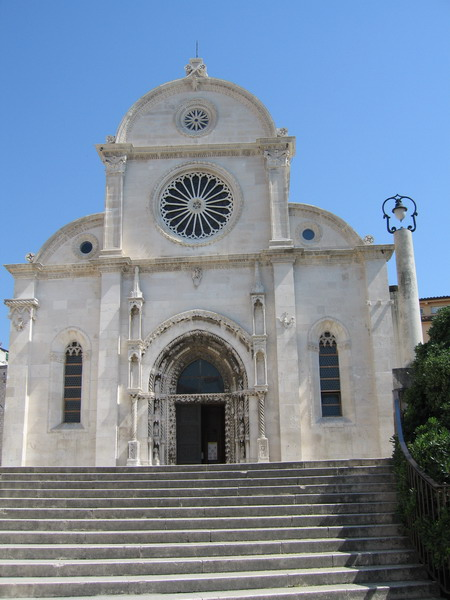
Voorzijde
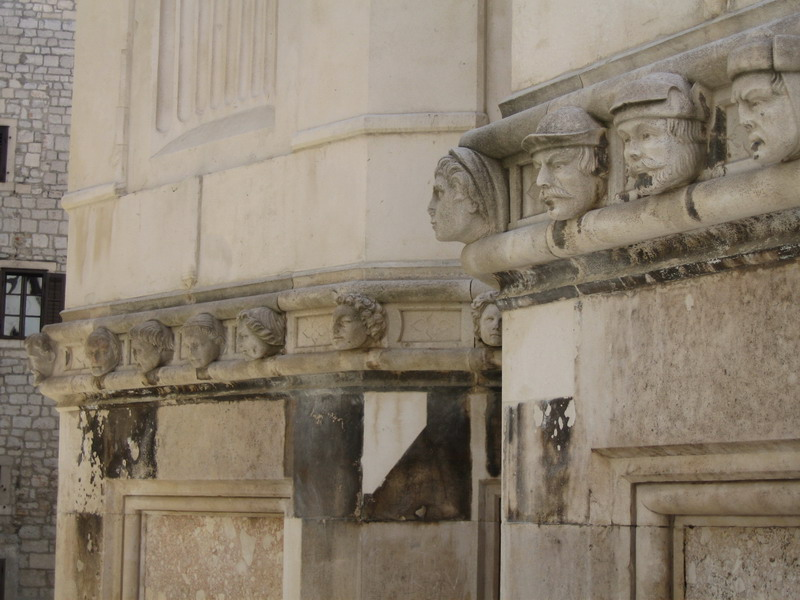
Beeld van een hoofd van een onbekend persoon aan de buitenzijde. Het zou het hoofd van bouwmeester Juraj Dalmatinac kunnen zijn.

- Gemeinsame Normdatei: 4555533-3
- Library of Congress Control Number: no2001027207
- Nationale Bibliotheek van Tsjechië: kn20050815014
- Virtual International Authority File: 125816793

Oude stad Dubrovnik · 
Historisch complex van Split met het Paleis van Diocletianus · 
Nationaal park Plitvicemeren · 
Episcopaal complex van de Euphrasiusbasiliek in het historische centrum van Poreč · 
Historische stad Trogir · 
St.Jacobuskathedraal in Šibenik · 
Oude en voorhistorische beukenbossen van de Karpaten en andere regio's van Europa · 
Vlakte van Stari Grad ·
Kerkhoven met middeleeuwse stećci-grafstenen · 
Venetiaanse vestingswerken van de 15e tot 17e eeuw: Strato da Terra tot de westelijke Strato da Mar